# Podgrebenčnica
Podgrebenčnica (latinsko musculus infraspinatus) je mišica rotatorne manšete. Izvira iz jame nad grebenom lopatice ter se narašča na veliko grčo nadlahtnice. V področju mišice je sinovialna vreča, bursa musculi infraspinati subtendinea. 
Skupaj z malo okroglo mišico skrbi za zunanjo rotacijo in primikanje v ramenskem sklepu.
Oživčuje jo živec suprascapularis (C5 in C6).